# Dmitri Laptev
Dmitri Yakovlevich Laptev (em russo:  Дми́трий Я́ковлевич Ла́птев) (Bolotovo, 1701- 31 de janeiro de 1771) foi um explorador russo do Ártico e vice-almirante da Armada Russa.

## Biografia
Dmitri Laptev nasceu em 1701 na aldeia de Bolotovo, perto de Velikiye Luki. Bolotovo era a propriedade rural do seu pai, Yakov Laptev. O irmão de Yakov, seu tio Prokofi Laptev, também era proprietário de uma quinta próxima chamada Pokariovo, onde tinha nascido um ano antes, em 1700, Khariton Laptev, seu primo. 
Laptev iniciou a sua carreira na Armada Russa como cadete em 1718. Em 1736 foi nomeado líder de uma das partes da segunda expedição a Kamchatka, a grande expedição russa (1733-43) dirigida por Vitus Bering, e que tinha como objetivo encontrar e cartografar o extremo oriental da Sibéria, com a esperança de que continuasse pela costa ocidental de América do Norte. 
Como resultado das suas viagens por terra e mar, entre 1739 e 1742, Laptev descreveu e cartografou a linha de costa a partir da foz do rio Lena, ao longo do golfo de Buor-Khaya e  baía do Yana, até ao estreito que hoje leva o seu nome, o estreito de Dmitri Laptev e o cabo Bolshoy Baranov (a leste da foz do rio Kolyma). Explorou a bacia e a foz do rio Anadyr, e também a rota por terra desde a fortaleza de Anadyr até à baía do Penkhina, a parte mais setentrional do mar de Okhotsk. Em 1741 e 1742 Laptev reconheceu os rios Bolshoi Aniuy e Anadyr. Como parte da mesma expedição, o seu primo Khariton liderou uma campanha de reconhecimento da costa da península de Taimyr, partindo da foz do rio Khatanga.
Depois da expedição, Dmitri continuou o serviço militar na frota do Báltico e foi promovido ao posto de vice-almirante em 1762, o mesmo ano em que se retirou.
O mar de Laptev tem o seu nome, honra que reconhece o trabalho de exploração de ambos os primos, Dmitri e Khariton. Um cabo no delta fluvial do rio Lena e o estreito entre a ilha Bolshoy Lyakhovsky e o continente, no mar de Laptev, levam o seu nome exclusivo.